# Joan Castells i Rossell
Joan Castells i Rossell (Àger, Lleida, 1802 - Niça, França, 1891) fou un cap carlista català, conegut també com el gravat d'Àger o Mossanell.
Prengué part molt principal en les guerres civils del segle xix. En la primera, gràcies a agosarades empreses i ràpides marxes al capdavant d'uns 400 homes, contribuí a sostenir la lluita a Catalunya. En acabar la guerra, es retirà a França amb el grau de coronel per no haver volgut acceptar el Conveni de Vergara, ni reconèixer el règim liberal.
De 1847 a 1849 restà a Catalunya, combatent contra les forces d'Isabel II en els combats de la segona guerra carlina a les ordres de Benet Tristany, Ignasi Brujó i Ramon Cabrera i Grinyó. Els seus serveis els premià Carles VI amb la faixa de brigadier, veient-se obligat per segona vegada a refugiar-se a França.
Després de la revolució de 1868, per una conspiració carlina, al maig de 1869 va ser detingut a Barcelona i conduït a la Ciutadella, on hi havia uns 56 presos carlins, entre ells Joaquim de Bolòs i Saderra, Narcís de Castellví, Joan de Suelves (nebot del marquès de Tamarit), i el coronel Francesc Sagarra. Després va ser traslladat al castell de Montjuïc amb Bolòs, Castellví i el coronel Goicoechea, i, segons les memòries de Bolòs, quan sortien a prendre l'aire, s'ajuntaven 60 presos, entre ells Castells, i feien intrigues, per la qual cosa eren molt vigilats. L'agost del mateix any van ser posats en llibertat.
L'any 1872 alçà a Gràcia una partida de 60 homes, amb la qual inicià l'última guerra carlina a Catalunya.
Més tard, incrementant les seves forces, s'apoderà de Manresa i es distingí en diverses accions de guerra, per les que assolí l'ascens a mariscal de camp i el comandament de la segona divisió de l'exèrcit de Catalunya, amb la qual hagué de lluitar desesperadament contra forces molt superiors i fou destituït en 1873 i rellevat per Jeroni Galceran i Terrés. Finalment hagué de tornar de bell nou a França el 1875, on morí.
Fou home d'agresolada lleialtat a la causa carlista i de gran valor i seny i que feu la guerra amb més humanitat que altres dels seus companys d'armes.